# Контвил (Сома)
Контвил (фр. Conteville) насеље је и општина у североисточној Француској у региону Пикардија, у департману Сома која припада префектури Абевил.
По подацима из 2011. године у општини је живело 196 становника, а густина насељености је износила 30,34 становника/km². Општина се простире на површини од 6,46 km². Налази се на средњој надморској висини од 132 метара (максималној 136 m, а минималној 80 m).

## Демографија
| 1962. | 1968. | 1975. | 1982. | 1990. | 1999. | 2011. |
| ----- | ----- | ----- | ----- | ----- | ----- | ----- |
| 162   | 212   | 160   | 154   | 158   | 172   | 196   |

График промене броја становника у току последњих година